# 辻村七子
辻村 七子（つじむら ななこ、生年不明、9月24日生まれ）は、日本の小説家。神奈川県出身。
投稿作『時泥棒と椿姫の夢』によって、2014年度ロマン大賞で大賞を受賞。受賞作を改題・加筆改稿した『螺旋時空のラビリンス』にてデビューした。ロマン大賞は次年度よりノベル大賞へと統合されたため、ロマン大賞最後の受賞者となった。
代表作として、『宝石商リチャード氏の謎鑑定』がある。同著は2020年アニメ化された。
日本SF作家クラブ会員。

## 作品リスト

### 文庫
- 螺旋時空のラビリンス（集英社オレンジ文庫、2015年2月20日。ISBN 978-4-08-680009-9 ）絵：清原紘

- 宝石商リチャード氏の謎鑑定 　絵：雪広うたこ
  1. （集英社オレンジ文庫、2015年12月17日。ISBN 978-4-08-680054-9）
  2. エメラルドは踊る（集英社オレンジ文庫、2016年5月20日。ISBN 978-4-08-680081-5）
  3. 天使のアクアマリン（集英社オレンジ文庫、2016年11月18日。ISBN 978-4-08-680106-5）
  4. 導きのラピスラズリ（集英社オレンジ文庫、2017年2月17日。ISBN 978-4-08-680119-5）
  5. 祝福のペリドット（集英社オレンジ文庫、2017年8月22日。ISBN 978-4-08-680143-0）
  6. 転生のタンザナイト（オレンジ文庫、2018年1月19日。ISBN 978-4-08-680169-0）
  7. 紅宝石（）の女王と裏切りの海（集英社オレンジ文庫、2018年6月21日。ISBN 978-4-08-680198-0）
  8. 夏の庭と黄金（）の愛（集英社オレンジ文庫、2018年12月18日。ISBN 978-4-08-680226-0）
  9. 邂逅の珊瑚（）（集英社オレンジ文庫、2019年8月21日。ISBN 978-4-08-680266-6）
  10. 久遠の琥珀（集英社オレンジ文庫、2020年6月17日。ISBN 978-4-08-680323-6）
    - 【アクリルスタンドつき限定版】（集英社オレンジ文庫、2020年6月19日。ISBN 978-4-08-907067-3）

  11. 輝きのかけら（集英社オレンジ文庫、2021年6月18日。ISBN 978-4-08-680388-5）
  12. 少年と螺鈿箪笥（集英社オレンジ文庫、2022年6月17日。ISBN 978-4-08-680451-6）
  13. ガラスの仮面舞踏会（集英社オレンジ文庫、2023年10月19日。ISBN 978-4-08-680522-3）
  14. 再開のインコンパラブル（集英社オレンジ文庫、2024年9月19日。ISBN 978-4-08-680577-3）

- マグナ・キヴィタス　絵：serori（1巻）→くろのくろ（2巻）
  1. 人形博士と機械少年（集英社オレンジ文庫、2018年2月20日。ISBN 978-4-08-680176-8）
  2. あいのかたち（集英社オレンジ文庫、2021年5月20日発売、ISBN 978-4-08-680381-6）

- 忘れじのK 半吸血鬼は闇を食む　絵：高嶋上総
  1. 半吸血鬼は闇を食む（集英社オレンジ文庫、2020年12月18日。ISBN 978-4086803540）
  2. はじまりの生誕節（集英社オレンジ文庫、2021年12月17日。ISBN 978-4086804233）

- 僕たちの幕が上がる　絵：TCB
  1. （サブタイトル無し）（ポプラ文庫ピュアフル、2021年11月5日。ISBN 978-4-591-17211-7）
  2. 決戦のオネーギン（ポプラ文庫ピュアフル、2023年3月2日。ISBN 978-4-591-17739-6）

- 京橋骨董かげろう堂（集英社オレンジ文庫、2025年5月19日。ISBN 978-4-08-680621-3）絵：野白ぐり

### 単行本
- 宝石商リチャード氏の謎鑑定公式ファンブック エトランジェの宝石箱（集英社、2019年11月26日。ISBN 978-4-08-780889-6）

### アンソロジー所収
- 少女小説とSF（星海社FICTIONS、2024年3月28日。ISBN 978-4-06-535145-1） - 「或る恋人達の話」掲載
- すばらしき新式食 SFごはんアンソロジー（集英社オレンジ文庫、2025年4月17日。ISBN 978-4-08-680617-6） - 「妖精人はピクニックの夢を見る」掲載